# Opuntia ellisiana
Opuntia ellisiana ist eine Pflanzenart in der Gattung der Opuntien (Opuntia) aus der Familie der Kakteengewächse (Cactaceae). Das Artepitheton ellisiana ehrt den Botaniker J. Coswell Ellis.

## Beschreibung
Opuntia ellisiana wächst strauchig mit locker verzweigten, aufsteigend-ausgebreiteten Zweigen. Die glauk blaugrünen, verkehrt eiförmigen bis eiförmigen Triebabschnitte sind 20 bis 24 Zentimeter lang. Die langen pfriemlichen Blattrudimente sind zurückgebogen. Die leicht erhabenen, kleinen weißen Areolen werden im Alter dunkel. Die unauffälligen Glochiden sind gelb. Dornen sind nicht vorhanden.
Die tiefgelben Blüten werden orangefarben oder rötlich. Sie weisen Durchmesser von bis zu 6 Zentimeter auf. Die birnenförmigen Früchte sind rötlich purpurfarben.

## Verbreitung und Systematik
Opuntia ellisiana ist in den Vereinigten Staaten im Süden des Bundesstaates Texas verbreitet.
Die Erstbeschreibung erfolgte 1910 durch David Griffiths. Ein nomenklatorisches Synonym ist Opuntia lindheimeri var. ellisiana (Griffiths) K.Hammer (1976).

## Nachweise